# 히노 아카네
히노 아카네(일본어: 日野 あかね, 한국명: 홍주화)는 토에이 애니메이션 제작의 애니메이션《스마일 프리큐어!》에 등장하는 가공의 인물이다. 애니메이션에서 목소리를 연기한 성우는 일본판은 타노 아사미, 한국판은 윤아영이다.

## 프로필
※ 일본판 / 한국판 順
| 히노 아카네 / 홍주화 | 히노 아카네 / 홍주화                                                |
| -------------------- | ------------------------------------------------------------------- |
| 성별                 | 여자                                                                |
| 출생지               | 오사카 / 부산                                                       |
| 신분                 | 학생                                                                |
| 소속                 | 나나이로가오카 중학교 / 무지개 중학교 배구부                        |
| 가족관계             | 아버지(히노 다이고), 어머니(히노 세이코), 남동생(히노 겐키/ 홍힘찬) |
| 변신명               | 큐어 써니(Cure Sunny)                                               |
| 퍼스널 컬러          | 주황색                                                              |
| 속성                 | 불                                                                  |
| 등장 프리큐어 시리즈 | 스마일 프리큐어!                                                    |

## 인물소개
나나이로가오카 중학교 2학년생으로 오사카 출신이다. 집은 '아카네(あかね)'라는 상호명의 오코노미야키 가게이며 가족은 부모님과 한살아래의 남동생이 있고 바쁜 부모님을 도와 자주 가게 일손을 도와드리곤 한다.
활발하고 사교성이 뛰어나며 분위기를 잘 띄우고 사람들이 웃고 재밌어하는 것을 좋아해서 처음 전학온 호시조라 미유키에게 무척 친숙하게 대해준다. 장난기 많은 성격인 한편 친구들의 조금 엇나간 언행이 있으면 딴죽거는 포지션이기도 하다. 
남들보다 더 뜨거운 마음의 소유자이며 친구를 생각하는 마음도 누구보다 강하여, 친구를 바보로 만드는 자는 용서치 않는 의리있는 성격. 활동하는 배구부에서도 최고 에이스가 되기 위해 남몰래 피나는 연습을 반복하며 노력을 아끼지 않는 노력파이기도 하다.  
미유키와는 사이가 좀더 각별하며, 평소 명랑하고 발랄한 미유키가 가끔 침울해지면 가장 먼저 그녀의 등을 밀어주는 그녀의 좋은 이해자이다.
이름인 아카네는 태어났을 때 주홍빛 붉은 하늘을 보고 저 색깔처럼 예쁜 마음을 가지라는 의미에서 부모님이 지어준 것이다. 못하는 과목은 영어.'내 이름은 큐어 써니입니다.'를 영어로 말해보라는 문제에 '눼 이룽운~ 큐어 써뉘~.'라고 대답했다.

## 큐어 써니
"타오르는 태양 열혈 파워! 큐어 써니!!" (일본어: 太陽サンサン熱血パワー! キュアサニー!!)
불의 프리큐어로서 변신한 모습. 이미지 색은 오렌지 레드.
특징
적갈색에서 선명한 주홍색 머리로 바뀌며 헤어스타일은 일본식 상투를 튼 모양으로, 더듬이같은 삐친 머리털이 생긴다. 전투복의 기본 색상은 주홍색이며 디자인은 같은 체육계 소녀인 큐어 마치와 비슷하게 프릴이 달려있지 않으며 허벅지까지 오는 롱부츠를 신고있다.
전투 스타일
머리보다 일단 몸부터 나가는 행동파인 아카네의 성격답게 돌격해서 선제공격을 맡는 경우가 많다. 전투 스타일이 비슷한 큐어 마치랑 팀이 되어 활동하기도 한다. 펀치 한 방으로 지면을 갈라지게 하거나 거대한 바위를 들어올려 적에게 던져버릴 정도로 엄청난 괴력의 소유자이다. 가끔은  놀라운 기지를 발휘하기도 한다. 불을 자유자재로 다뤄 다양한 공격을 많이 시도한다. 변신씬은 뜨겁고 기운넘치며 파워풀한 동작이 특징.
필살기
- 프리큐어 써니 파이어[7]
- 프리큐어 써니 파이어 버닝

## 기타
- 프리큐어 중 최초로 사투리를 구사하는 프리큐어이다.